# علاق التل
علاق التل هي إحدى القرى اللبنانية من قرى قضاء بعلبك في محافظة بعلبك الهرمل.
- المساحة : 5989 هكتار (مجموعة مع مساحة بوداي)

وهي تتبع عقاريا لبوداي